# Raudnei
Pour l’article ayant un titre homophone, voir Rodney.
Raudnei Aniversa Freire, plus communément appelé Raudnei, est un footballeur brésilien né le 18 juillet 1965 à São Paulo.

## Palmarès
Avec le FC Porto :
- Champion du Portugal en 1988
- Vainqueur de la Coupe du Portugal en 1988